# Оросительный тоннель Шанлыурфа
Оросительные тоннели Шанлыурфа — название крупного ирригационного туннеля, построенного в связи с проектом «Юго-Восточная Анатолия», многоотраслевым комплексным проектом регионального развития Турции. Туннели были заказаны Государственным управлением гидротехнических сооружений (DSİ). Конструктором был Эрен Иншаат (тур. Eren İnşaat). Строительство завершилось к 19 декабря 2005 года, и тоннели были сданы в эксплуатацию.

## Технические детали
Туннели проходят в провинции Шанлыурфа в Турции. Водоснабжение — водохранилище плотины Ататюрк на реке Фират (Евфрат). Есть два параллельных туннеля, длина каждого из которых составляет 26,4 км (16,4 мили). Внешний диаметр каждого туннеля составляет 9,5 метра, а внутренний диаметр — 7,62 метра. Расход 328 м3/с. По этим показателям туннели являются самыми большими в мире по длине и скорости потока.

## Значение
Общая площадь сельскохозяйственных угодий, получающих выгоду от орошения, составляет 476 474 га, 358 000 га за счёт свободного стока, а остальные — за счёт насосов. Сообщается, что с тех пор продуктивность сельского хозяйства утроилась.

## Список 50 проектов
Турецкая палата инженеров-строителей включила ирригационные туннели Шанлыурфа в число пятидесяти достижений гражданского строительства в Турции, список замечательных инженерных проектов, реализованных за первые 50 лет существования палаты.